# Liz Saville Roberts
Elizabeth Saville Roberts (née Saville ; le 16 décembre 1964) est une femme politique d'origine anglaise et est actuellement chef du groupe de Plaid Cymru à la Chambre des communes. Elle est députée de Dwyfor Meirionnydd depuis 2015.

## Jeunesse
Saville Roberts grandit à Eltham, Londres, avant de déménager à Aberystwyth, Ceredigion à l'âge de 18 ans, pour étudier les langues à l'Université d'Aberystwyth. Elle travaille dans la formation continue en gallois .

## Carrière politique
En 2004, elle devient membre du Conseil Gwynedd pour Morfa Nefyn. En 2008, elle est membre du cabinet de l'autorité chargée de l'éducation.
Elle est élue au Parlement en 2015, représentant Dwyfor Meirionnydd, devenue porte-parole de Plaid pour les affaires intérieures, l'éducation, la santé, l'environnement, l'énergie, les égalités et les gouvernements locaux. Dans son discours inaugural au parlement, elle souligne son engagement, ainsi que celui de Plaid Cymru, en faveur de l'éducation du public, et met en évidence les problèmes auxquels le pays de Galles est confronté. Elle est la toute première femme députée de Plaid Cymru.
Elle quitte son poste de conseillère après son élection au parlement.
En 2016, Saville Roberts présente une Proposition de loi à la Chambre des communes qui s'attaque à l'intimidation en ligne et à la cybercriminalité,.
Elle conserve son siège aux élections générales anticipées de 2017 avec une majorité accrue. À la suite des élections de 2017, elle est chef du groupe Plaid Cymru Westminster et porte-parole du parti pour les affaires intérieures, la justice, les affaires, l'énergie, la stratégie industrielle, les femmes et l'égalité .
Début 2017, Saville Roberts plaide en faveur de l'introduction d'une loi sur le modèle de celle qui existe aux États-Unis contre le viol afin d'empêcher le contre-interrogatoire des antécédents sexuels des victimes de viol dans les salles d'audience, et dépose un projet de loi d'initiative parlementaire sur la question. Le gouvernement lance un examen d'urgence en réponse,. Plus tard dans l'année, en novembre 2017, elle lance des appels en faveur de la mise en œuvre d'un système de bracelet électronique pour les agresseurs domestiques et les harceleurs, ce qui permettrait à leurs victimes d'être alertées si elles sont à proximité ,.
En 2018, Saville Roberts s'oppose à l'implication du Royaume-Uni dans le bombardement de Damas et Homs en 2018, qu'elle décrit comme une "action symbolique" qui ne ferait "pas grand-chose pour apaiser les souffrances humaines sur le terrain en Syrie ni pour apporter la stabilité dans la région". Elle critique également le Premier ministre Theresa May pour ne pas avoir demandé au Parlement un vote sur les frappes aériennes avant de continuer ,.
En octobre 2018, elle parle en irlandais à la Chambre des communes alors qu'elle appelle Secrétaire d'État pour l'Irlande du Nord Karen Bradley à mettre en œuvre une loi sur la langue irlandaise. On pense qu'elle est la première personne à parler irlandais à la Chambre des communes depuis février 1901 .
Le 7 mars 2019, Saville Roberts est admise au Conseil privé.
Elle est membre du Comité mixte sur le projet de loi sur les abus domestiques.
En mars 2019, Saville Roberts vote pour un amendement déposé par les membres du Groupe indépendant pour un deuxième vote public sur l'adhésion à l'UE.
Saville Roberts est réélue aux élections générales de 2019,.

## Vie privée
Saville Roberts vit dans le village de Morfa Nefyn à Gwynedd avec son mari depuis 1993. Ils se sont mariés en 1994 et ont des filles jumelles,.